# Nomenclàtor d'Andorra
El Nomenclàtor d'Andorra es una recopilación de topónimos del Principado de Andorra aprobado el 13 de octubre de 2010, y publicado en el Boletín Oficial del Principado de Andorra el 20 de octubre. Se recogieron un total de 4.237 topónimos del territorio andorrano, que la comissió de Toponímia d'Andorra actualitzó a partir del libro “Geografia i diccionari geogràfic d'Andorra” que estaba vigente desde 1977 (edición del Consell General).